# Coatit (incrociatore)
Il Coatit è stato un incrociatore torpediniere della Regia Marina, successivamente riclassificato esploratore e posamine.

## Storia

### I primi anni
Costruito tra il 1897 ed il 1900 nei cantieri di Castellammare di Stabia su progetto del generale del Genio Navale Nabor Soliani, l'incrociatore (classificato anche come nave da battaglia di 6ª classe) si distingueva dal capoclasse Agordat per la minore altezza dei fumaioli. Il principale problema dell'unità consisteva nella propria modesta velocità rispetto a quella ottimale per gli usi per cui era stato pensato (costieri, di ricognizione e di collegamento).
Tra i primi compiti della nave figurò una stazione in Mar Rosso e Africa Orientale, protrattasi dal luglio 1903 al febbraio 1904. Sempre nel 1904 il Coatit prese parte alla campagna africana volta a debellare la pirateria nel Mar Rosso, dove sambuchi armati di pirati attaccavano i sambuchi dei piccoli commercianti costieri arabi.
Il 29-30 settembre 1908, dopo il catastrofico terremoto di Messina, il Coatit lasciò Napoli e trasportò nella città disastrata il Ministro dei lavori pubblici Pietro Bertolini, che intendeva verificare l'entità dei danni.
Il 18 aprile 1910 l'incrociatore fu inviato nel Levante.

### La guerra italo-turca
Nel 1911-1912, durante la guerra italo-turca, il Coatit operò alle dipendenze della II Squadra Navale (ammiraglio Faravelli), con funzioni di esploratore.
Nel primo periodo, a partire dal 29 settembre 1911, la nave prese parte a bombardamenti navali su installazioni militari sulle coste della Tripolitania, mentre successivamente partecipò anche alle operazioni per la conquista di Rodi. Operò poi di nuovo in Libia, quindi nel golfo di Smirne, al largo di Mitilene e nella baia di Calamata.
Il 30 settembre 1911 il Coatit, insieme agli incrociatori corazzati Giuseppe Garibaldi e Francesco Ferruccio ed ai cacciatorpediniere Ostro, Euro, Freccia, Strale, Lanciere e Garibaldino, venne inviato nelle acque antistanti Tripoli (dove già si trovavano le corazzate Roma e Napoli e l'incrociatore corazzato Varese) per esercitare il blocco navale nei confronti della città.
Alle quattro del pomeriggio del 5 ottobre 1911 il Coatit, unitamente a due cacciatorpediniere, appoggiò lo sbarco a Tripoli di 1732 uomini al comando del capitano di vascello Umberto Cagni, che occuparono la città libica. Nella notte successiva la nave illuminò con i proiettori il forte Sultanieh, da dove si sentiva fuoco di fucileria, e che venne poi bombardato da alcune unità maggiori.
Il 18 aprile 1912 il Coatit, insieme agli incrociatori corazzati Vettor Pisani, Giuseppe Garibaldi, Varese e Francesco Ferruccio, ai cacciatorpediniere Nembo e Turbine ed alle torpediniere Climene, Procione, Perseo e Pegaso, partecipò al bombardamento dei forti ottomani di Gum-Galesch e Sed Ul Bahr, sullo stretto dei Dardanelli.
Il 4 maggio 1912 l'incrociatore partecipò all'occupazione di Rodi, durante la quale catturò una pirobarca ottomana. Unitamente alla corazzata Regina Elena, il Coatit venne inviato a bombardare la strada costiera nordoccidentale dell'isola.
Il 5 maggio l'incrociatore fu inviato in pattugliamento tra Bodrum e Smirne, insieme all'incrociatore ausiliario Duca di Genova ed al cacciatorpediniere Lanciere, per controllare che siluranti turche, che erano basate a Bodrum, non tentassero un eventuale attacco per ostacolare l'occupazione italiana di Rodi. Dopo aver constatato l'assenza di movimento e di forze nemiche, le navi italiane tornarono a Rodi.
Il 18 ottobre 1912 ebbe termine l'attività bellica della nave.
Terminato il conflitto, l'incrociatore restò nel Mediterraneo orientale dal 19 ottobre 1912 sino al 10 gennaio 1913, mentre tra l'ottobre del 1913 ed il marzo del 1914 ebbe base in Cirenaica. Nel marzo-aprile 1914 il Coatit rimase in Egeo per alcune settimane.

### La prima guerra mondiale e gli ultimi anni
Il 4 giugno 1914 il Coatit venne riclassificato come esploratore.
Nel corso della prima guerra mondiale l'ormai vetusto Coatit effettuò una novantina di missioni di guerra, principalmente nell'Adriatico meridionale e nel Mar Ionio. Nel maggio e nell'agosto 1918 partecipò anche ad alcune cacce antisommergibile nel canale di Sicilia.
Nel 1919 l'anziano Coatit venne riclassificato posamine e sottoposto a conseguenti lavori di modifica: fu rimosso un albero e l'armamento risultò alla fine composto da 2 cannoni da 120/40 mm ed otto da 76/40 mm.
Radiato l'11 giugno 1920, il posamine venne avviato alla demolizione.